# Pierwszy rząd lorda Melbourne

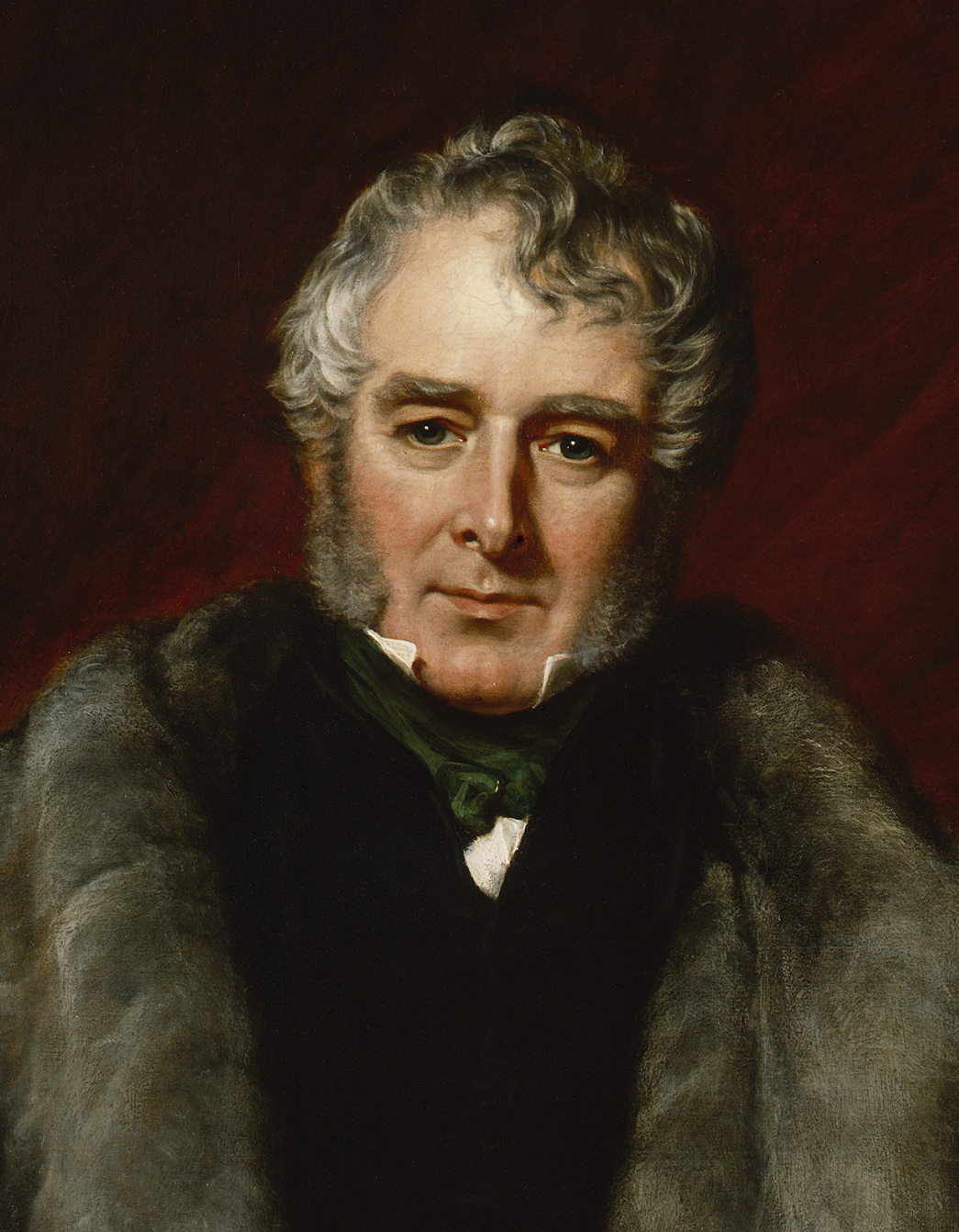
Wicehrabia Melbourne, premier, pierwszy lord skarbu, przewodniczący Izby Lordów

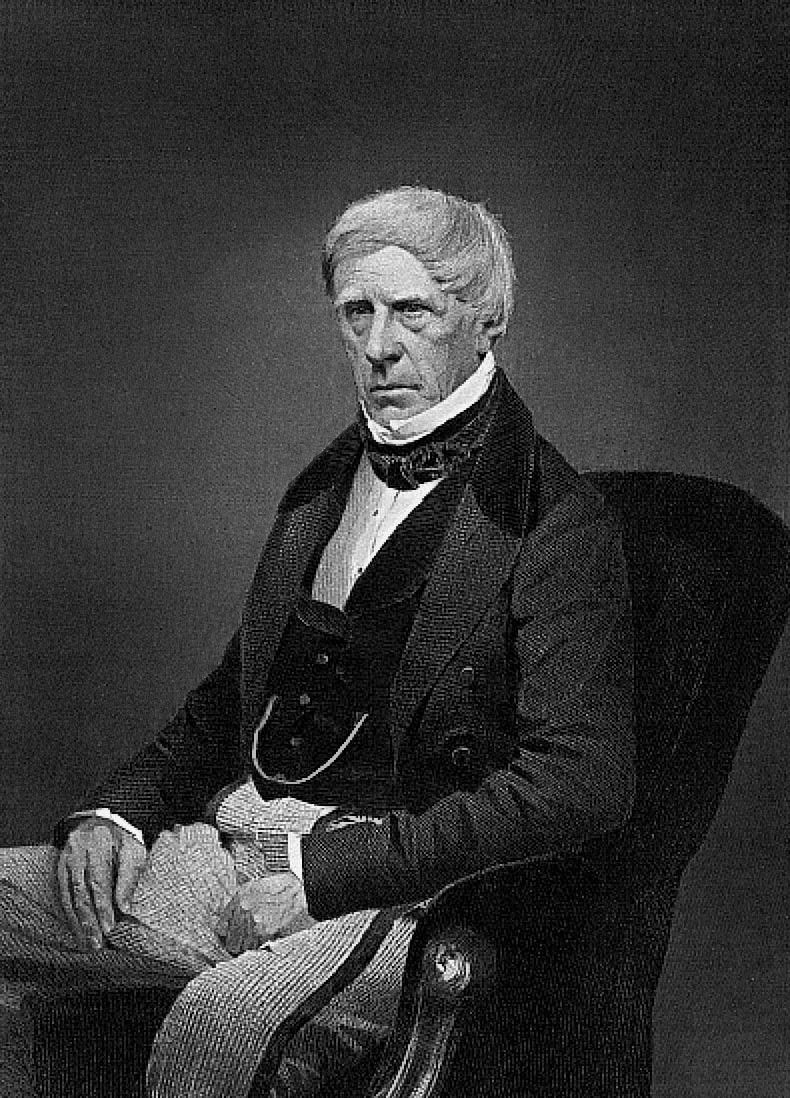
Baron Brougham i Vaux, lord kanclerz

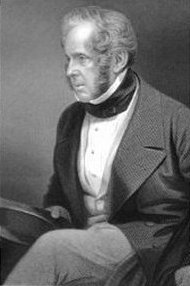
Wicehrabia Palmerston, minister spraw zagranicznych

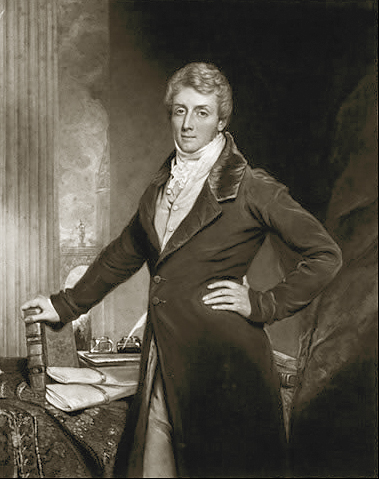
Charles Grant, przewodniczący Rady Kontroli

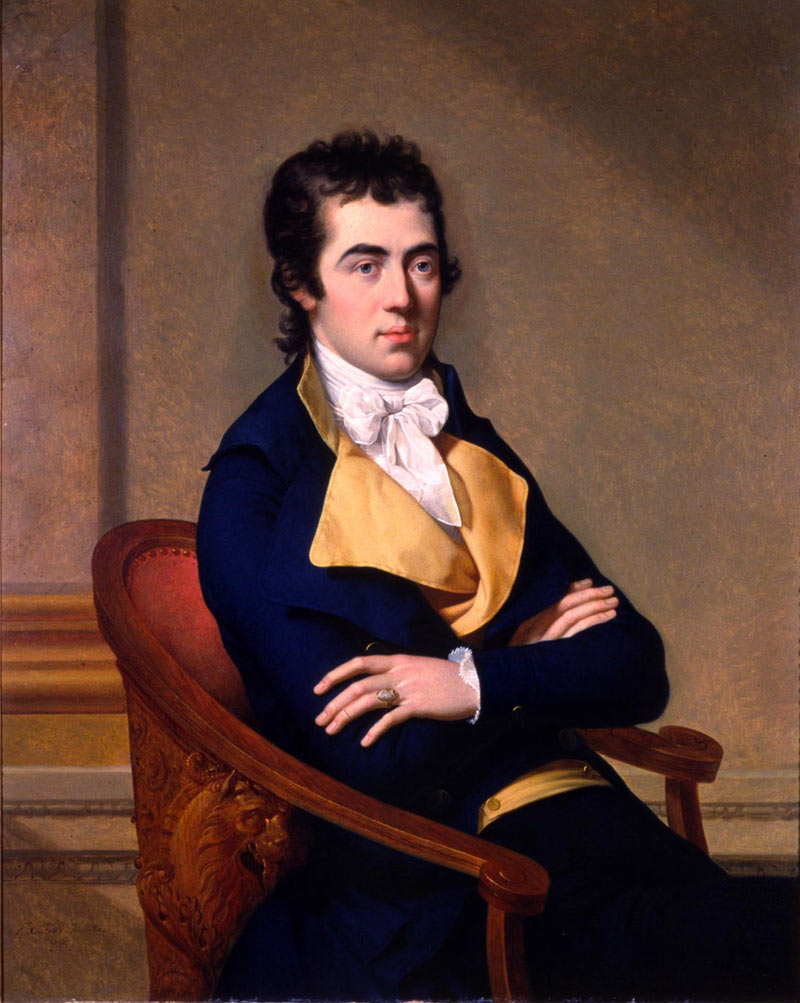
Baron Holland, kanclerz Księstwa Lancaster

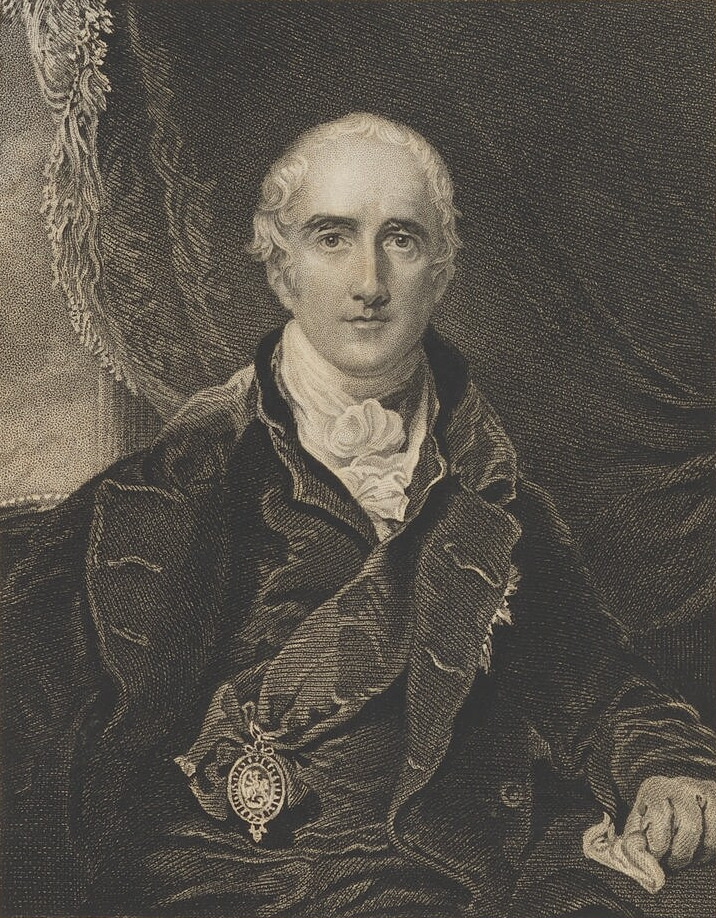
Markiz Wellesley, lord namiestnik Irlandii

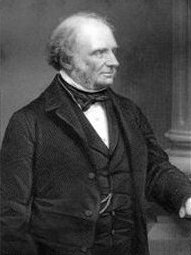
Lord John Russell, Paymaster-General

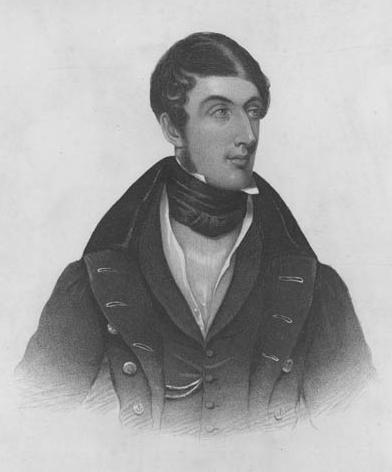
Charles Thomson, Skarbnik Floty, przewodniczący Zarządu Handlu

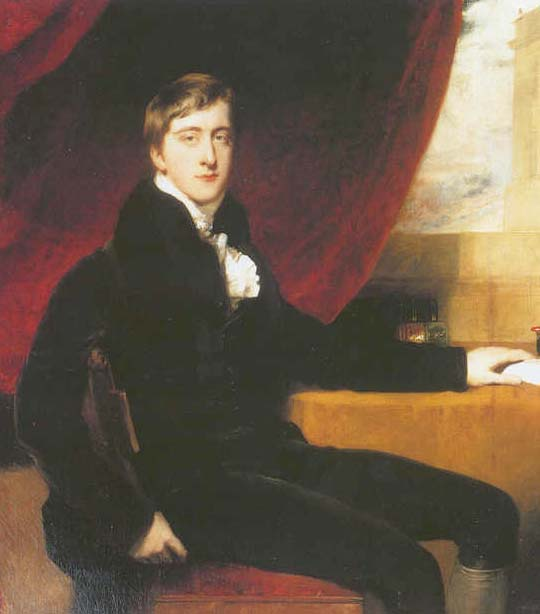
Książę Devonshire, lord szambelan

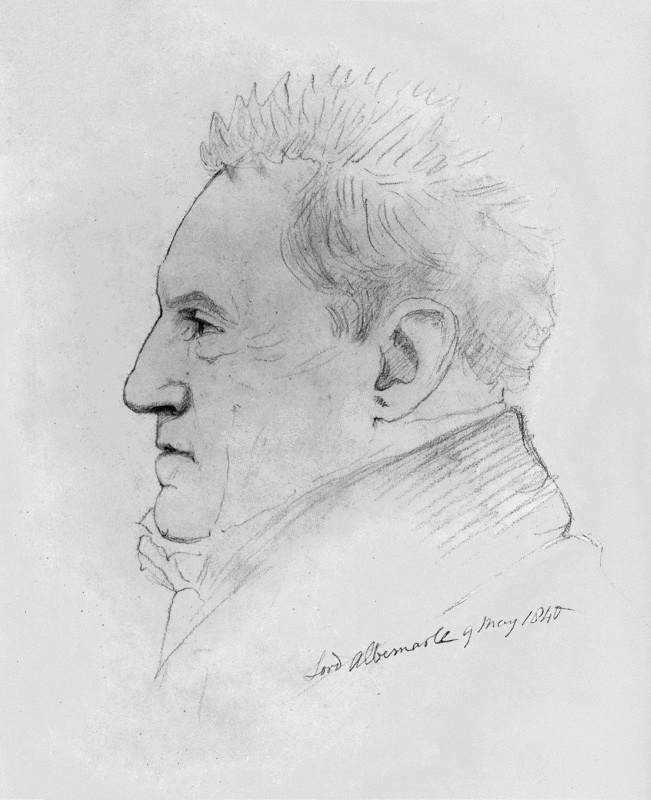
Hrabia Albemarle, Koniuszy Królewski

William Lamb, 2. wicehrabia Melbourne, został premierem Wielkiej Brytanii po rezygnacji lorda Greya 16 lipca 1834 r. Rząd przetrwał do 14 listopada 1834 r., kiedy został zdymisjonowany przez króla Wilhelma IV.
Członków ścisłego gabinetu wyróżniono tłustym drukiem.

## Skład rządu
| Urząd                                                   | Imię i nazwisko                                                            | Kadencja |
| ------------------------------------------------------- | -------------------------------------------------------------------------- | -------- |
| Premier Pierwszy lord skarbu Przewodniczący Izby Lordów | William Lamb, 2. wicehrabia Melbourne                                      | 1834     |
|                                                         |                                                                            |          |
| Kanclerz skarbu Przewodniczący Izby Gmin                | John Spencer, wicehrabia Althorp                                           | 1834     |
| Finansowy sekretarz skarbu                              | Francis Baring                                                             | 1834     |
| Parlamentarny sekretarz skarbu                          | Charles Wood                                                               | 1834     |
| Młodsi lordowie skarbu                                  | Robert Vernon Smith George Ponsonby Robert Graham of Redgorton George Byng | 1834     |
| Lord kanclerz                                           | Henry Brougham, 1. baron Brougham i Vaux                                   | 1834     |
| Lord przewodniczący Rady                                | Henry Petty-Fitzmaurice, 3. markiz Lansdowne                               | 1834     |
| Lord tajnej pieczęci                                    | George Howard, 6. hrabia Carlisle Constantine Phipps, 2. hrabia Mulgrave   | 1834     |
| Minister spraw wewnętrznych                             | John Ponsonby, wicehrabia Duncannon                                        | 1834     |
| Podsekretarz stanu w ministerstwie spraw wewnętrznych   | Henry Grey, wicehrabia Howick Edward John Stanley                          | 1834     |
| Minister spraw zagranicznych                            | Henry Temple, 3. wicehrabia Palmerston                                     | 1834     |
| Podsekretarz stanu w ministerstwie spraw zagranicznych  | George Shee George Cowper, wicehrabia Fordwich                             | 1834     |
| Minister wojny i kolonii                                | Thomas Rice                                                                | 1834     |
| Podsekretarz stanu w ministerstwie wojny i kolonii      | John Shaw-Lefevre George Grey                                              | 1834     |
| Pierwszy lord Admiralicji                               | George Eden, 2. baron Auckland                                             | 1834     |
| Sekretarz przy Admiralicji                              | George Elliot                                                              | 1834     |
| Cywilny lord Admiralicji                                | Henry Labouchere                                                           | 1834     |
| Przewodniczący Rady Kontroli                            | Charles Grant                                                              | 1834     |
| Sekretarz Rady Kontroli                                 | Robert Gordon James Alexander Steward Mackenzie                            | 1834     |
| Kanclerz Księstwa Lancaster                             | Henry Vassall-Fox, 3. baron Holland                                        | 1834     |
| Główny sekretarz Irlandii                               | John Hobhouse                                                              | 1834     |
| Lord namiestnik Irlandii                                | Richard Wellesley, 1. markiz Wellesley                                     | 1834     |
| Zarządca mennicy                                        | James Abercrmoby                                                           | 1834     |
| Paymaster-General                                       | Lord John Russell                                                          | 1834     |
| Poczmistrz generalny                                    | Francis Conyngham, 2. markiz Conyngham                                     | 1834     |
| Przewodniczący Zarządu Handlu Skarbnik Floty            | Charles Thomson                                                            | 1834     |
| Wiceprzewodniczący Zarządu Handlu                       | Henry Labouchere                                                           | 1834     |
| Sekretarz ds. wojny                                     | Edward Ellice                                                              | 1834     |
| Pierwszy komisarz ds. lasów                             | John Ponsonby, wicehrabia Duncannon John Hobhouse                          | 1834     |
| Generał artylerii                                       | James Kempt                                                                | 1834     |
| Zastępca generała artylerii                             | Charles Richard Fox                                                        | 1834     |
| Skarbnik artylerii                                      | Andrew Leith Hay                                                           | 1834     |
| Zaopatrzeniowiec artylerii                              | Henry Duncan                                                               | 1834     |
| Prokurator generalny                                    | John Campbell                                                              | 1834     |
| Radca generalny Anglii i Walii                          | Charles Pepys Robert Rolfe                                                 | 1834     |
| Najwyższy Sędzia Wojskowy                               | Robert Cutlar Fergusson                                                    | 1834     |
| Lord adwokat                                            | John Murray                                                                | 1834     |
| Solicitor General dla Szkocji                           | Henry Cockburn Andrew Skene                                                | 1834     |
| Prokurator generalny dla Irlandii                       | Francis Blackburne                                                         | 1834     |
| Solicitor General dla Irlandii                          | Philip Cecil Crampton Michael O’Longhlen                                   | 1834     |
| Lord steward                                            | George Campbell, 6. książę Argyll                                          | 1834     |
| Lord szambelan                                          | William Cavendish, 6. książę Devonshire                                    | 1834     |
| Wiceszambelan Dworu Królewskiego                        | George Chichester, hrabia Belfastu                                         | 1834     |
| Koniuszy królewski                                      | William Keppel, 4. hrabia Albemarle                                        | 1834     |
| Skarbnik Dworu Królewskiego                             | William Henry Fremantle                                                    | 1834     |
| Kontroler Dworu Królewskiego                            | Lord Robert Grosvenor                                                      | 1834     |
| Kapitan Gentelmen at Arms                               | Thomas Foley, 4. baron Foley                                               | 1834     |
| Kapitan Ochotników Gwardii                              | Ulick de Burgh, 1. markiz Clanricarde Archibald Acheson, 2. hrabia Gosford | 1834     |
| Opiekun stajni królewskich                              | Thomas Anson, 1. hrabia Lichfield                                          | 1834     |